# Valero de Zaragoza

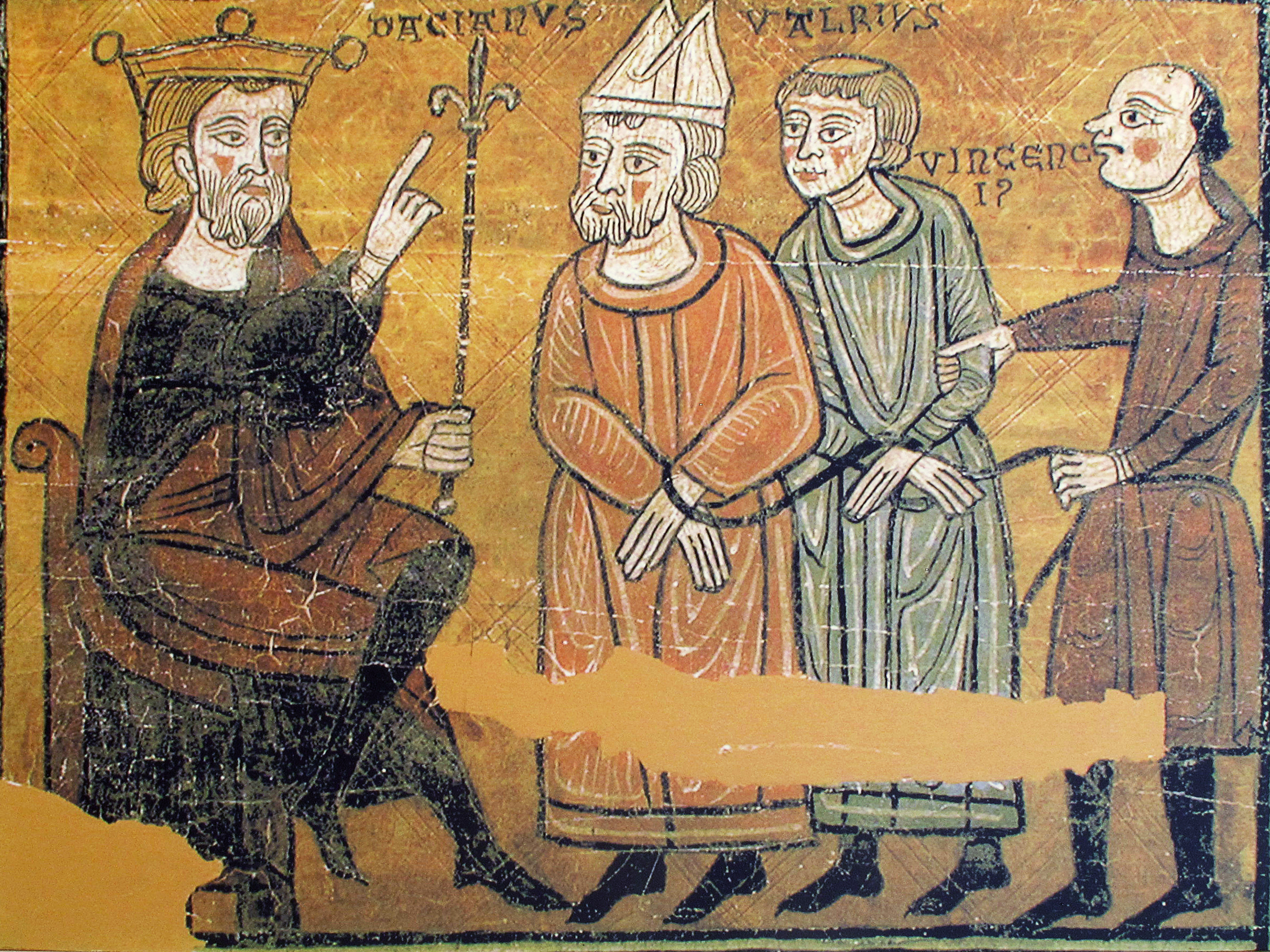
El prefecto Daciano juzga a los santos Valero y Vicente. Escena del Frontal de finales del procedente de la Ermita de Santa María del Monte de Liesa, conservado en la sede de la Diputación Provincial de Huesca.

San Valero (Valero de Zaragoza) fue obispo de Zaragoza (siglo IV), maestro de San Vicente Mártir y confesor de la fe cristiana. Es el santo patrón de la ciudad de Zaragoza, en la cual se veneran sus reliquias desde el siglo XII.

## Historia
Los documentos no nos dicen mucho de él. Sí que sabemos que estuvo presente en el primer concilio español del que existe noticia: el de Elvira, en Granada (ca.306). Prudencio añade que era su diácono Vicente, muerto en Valencia que le acompañó en su cautiverio hasta la ciudad del Turia durante la persecución de Diocleciano, y en donde salvó la vida, ignoramos por qué causa concreta. Así mientras Vicente recibe el nombre de "mártir", Valero recibe el apelativo de "confesor" al reconocer ante los romanos su fe sin haber alcanzado el martirio.
La tradición posterior, más novelesca, nos dice que San Valero era de difícil palabra, acaso un poco tartamudo; y que, en el tribunal valenciano, ello dirigió la atención principal al fogoso Vicente, que quiso hablar por ambos y pagó con la vida su atrevido discurso.
Después de la invasión musulmana, cuando acababa, prácticamente, de nacer el Reino de Aragón, llegaron noticias de que se habían descubierto sus restos en el Pirineo. Se supuso, entonces, que el obispo había sido exiliado a aquellas tierras poco hospitalarias. En 1050, lo que se creyó era su cuerpo venerable fue llevado a la sede episcopal de Roda de Isábena, entonces cabeza eclesial de Aragón.
Cuando las tropas de Alfonso I y de Gastón de Bearn entraron en Zaragoza en 1118, la restauración de la mitra cristiana exigía, casi, la presencia física de las reliquias valerianas. El capítulo de Roda fue generoso y envió, en sucesivos momentos, primero un brazo y, más tarde, el cráneo del obispo confesor (este, en 1170, bajo el cetro ya de Alfonso II).
Hubo más de un obispo cesaraugustano con este nombre, en la Edad Antigua. Y no hay duda -por las Actas del Concilio de Elvira- acerca de que era un Valero quien gobernaba la diócesis a comienzos del siglo IV.
Un retrato ideal de este obispo lo encontramos en el magnífico busto-relicario, de plata y esmaltes, regalado por Benedicto XIII a la seo de Zaragoza en el siglo XV, y que seguramente reproduce los rasgos del propio Papa. Se expone permanentemente en el retablo mayor de dicha catedral de Zaragoza, junto a los de S. Vicente y S. Lorenzo.

## Festividad de San Valero
La fiesta de San Valero, patrón de Zaragoza y Cariñena, se celebra el día 29 de enero, siendo tradicional la degustación de roscones con tal motivo; a esta fecha alude el dicho zaragozano "San Valero, ventolero y rosconero".
Es tradición desde 1992, el reparto de un roscón gigante en la conocida Plaza del Pilar, muy cerca de la Catedral del Salvador de Zaragoza, popularmente conocida como La Seo, donde reposan las reliquias del Santo Patrón. Este roscón gigante suele medir aproximadamente un kilómetro de longitud con una tonelada de peso, y se forman largas colas para 
degustarlo.